# 貝德明斯特鎮區 (新澤西州)
貝德明斯特鎮區（英語：Bedminster Township）是位於美國新澤西州薩默塞特縣的一個鎮區。

## 地方資料
貝德明斯特鎮區的面積為68.31平方千米，當中陸地面積為67.66平方千米，而水域面積為0.65平方千米。根據2020年美國人口普查的數據，當地共有人口8272人，而人口密度為每平方千米121.1人。